# Pseudaptinus
Pseudaptinus is een geslacht van kevers uit de familie van de loopkevers (Carabidae). De wetenschappelijke naam van het geslacht is voor het eerst geldig gepubliceerd in 1834 door Castelnau de Laporte.

## Soorten
Het geslacht Pseudaptinus omvat de volgende soorten:
- Pseudaptinus albicornis (Klug, 1834)
- Pseudaptinus apicalis Darlington, 1934
- Pseudaptinus aptinoides Liebke, 1934
- Pseudaptinus argentinicus Liebke, 1929
- Pseudaptinus arrogans Liebke, 1934
- Pseudaptinus australis (Blackburn, 1889)
- Pseudaptinus batesi Chaudoir, 1862
- Pseudaptinus bierigi Liebke, 1934
- Pseudaptinus borgmeieri Liebke, 1939
- Pseudaptinus brittoni Baehr, 1985
- Pseudaptinus bruchi Liebke, 1934
- Pseudaptinus brunneus Liebke, 1934
- Pseudaptinus championi Liebke, 1934
- Pseudaptinus cribratus Liebke, 1934
- Pseudaptinus cubanus (Chaudoir, 1877)
- Pseudaptinus cyclophthalmus Baehr, 1985
- Pseudaptinus deceptor Darlington, 1934
- Pseudaptinus depressipennis Baehr, 1995
- Pseudaptinus dorsalis (Brulle, 1834)
- Pseudaptinus elegans Chaudoir, 1862
- Pseudaptinus fluvialis Liebke, 1934
- Pseudaptinus fulvus (Castelnau, 1867)
- Pseudaptinus granulosus (Chaudoir, 1872)
- Pseudaptinus hirsutulus Baehr, 1985
- Pseudaptinus hoegei (Bates, 1883)
- Pseudaptinus horni (Chaudoir, 1872)
- Pseudaptinus insularis Mutchler, 1934
- Pseudaptinus intermedius (Chaudoir, 1872)
- Pseudaptinus iridescens Baehr, 1985
- Pseudaptinus lecontei (Dejean, 1831)
- Pseudaptinus leprieuri (Buquet, 1835)
- Pseudaptinus lugubris Liebke, 1934
- Pseudaptinus magicus Liebke, 1934
- Pseudaptinus marginicollis Darlington, 1934
- Pseudaptinus microcephalus (Vandyke, 1926)
- Pseudaptinus mimicus Liebke, 1934
- Pseudaptinus monteithi Baehr, 1985
- Pseudaptinus nevermanni Liebke, 1936
- Pseudaptinus nobilis Liebke, 1934
- Pseudaptinus ohausi Liebke, 1934
- Pseudaptinus oviceps Vandyke, 1926
- Pseudaptinus plaumanni Liebke, 1939
- Pseudaptinus polystichoides Chaudoir, 1862
- Pseudaptinus punctatostriatus Baehr, 1985
- Pseudaptinus punctatus Liebke, 1934
- Pseudaptinus pygmaeus (Dejean, 1826)
- Pseudaptinus rufulus (Leconte, 1851)
- Pseudaptinus salebrosus Liebke, 1934
- Pseudaptinus simplex Liebke, 1934
- Pseudaptinus subfasciatus Chaudoir, 1862
- Pseudaptinus tenuicollis (Leconte, 1851)
- Pseudaptinus thaxteri Darlington, 1934